# フジテレビ系列平日昼の情報番組枠
フジテレビ系列平日昼のバラエティ番組枠（フジテレビけいれつへいじつひるのバラエティばんぐみわく）は、フジテレビ系列で平日の昼に放送されているバラエティ番組である。

## 概要

### フジテレビ系列平日昼のバラエティ番組枠
- フジテレビは1968年4月1日より平日正午に帯バラエティ番組『お昼のゴールデンショー』を設置。その後（東京12チャンネル→テレビ東京を除く）各局が情報番組を放送する中、一貫してバラエティ番組を継続するもヒットしなかったが、1980年10月に「漫才ブーム」を背景に『笑ってる場合ですよ!』を開始して大ヒット、そして2年後の1982年10月よりタモリ司会の『森田一義アワー 笑っていいとも!』を開始、空前の大ヒット番組となる。『いいとも』は2014年3月まで31年半放送された。
- 2014年4月1日からはバラエティ番組『バイキング』を開始した。当初は日替わり司会であったが、2015年4月に月曜日MCであった坂上忍を総合司会として起用。更に2016年4月には13時台前半のライオン一社提供枠と13時台後半の東海テレビ制作昼の帯ドラマの廃枠[1]に伴い、13:45まで拡大、そして番組も「生ホンネトークバラエティ」として世相・ニュースなどを取り上げトークする番組に変更、この頃から徐々に人気が上がっていった。番組内容は時事ネタを扱うようになったが、制作はバラエティ班が担当しており、ここまではバラエティ番組としての放送だった。

### フジテレビ系列平日昼の情報番組枠
- 2020年9月28日からは13:45の情報番組『直撃LIVE グッディ!』終了に伴い、『バイキング』を更に60分拡大して2時間50分の大型情報番組に変更。同時にタイトルも『バイキングMORE』に変更、制作も『グッディ!』の流れを汲む形となったため情報の担当となり、初の情報番組となる。これ以降、『ポップUP!』まで「午後のワイドショー枠」と統合される形で誕生した情報番組枠となっていた。
- 時事ネタをメインに扱うワイドショー路線だった『バイキングMORE』は2022年4月1日で終了。同年4月4日から『ポップUP!』が開始、時事ネタの要素は抑えられ、ロケ企画等を放送する生活情報番組となるも、視聴率低迷のため僅か9か月で放送を終了することになった。

### 再びバラエティ番組枠へ
- 2023年1月9日からは「午後のワイドショー枠」が廃枠となったため、番組制作業務を再度変更し、2年ぶりにバラエティ班に大政奉還したうえで『ぽかぽか』が開始。当初は『ポップUP!』同様放送時間が3時間だったが、同年4月3日から13:50までの2時間に縮小され、ほぼ『バイキング』時代と同様の放送時間となる。

## 番組

### フジテレビ系列平日昼のバラエティ番組枠（第1期）
- お昼のゴールデンショー（1968年4月1日 - 1971年9月30日）
- ハイヌーンショー（1971年10月1日 - 1975年3月31日）
- 爆笑ゴールデンショー（1975年4月1日 - 9月30日）
- 三平・美どりのドキドキ生放送（1975年10月1日 - 1976年3月31日）
- 愛情ゼミナール（1976年4月1日 - 7月2日）
  - 月『幸福!お昼の夫婦』（1976年4月5日 - 6月28日）
  - 火『お母ちゃん、バンザイ』（1976年4月6日 - 6月29日）
  - 水『新婚ホヤホヤで〜す』（1976年4月7日 - 6月30日）
  - 木『花嫁売り込み合戦』（1976年4月1日 - 7月1日）
  - 金『ばっちゃま元気かや?』（1976年4月2日 - 7月2日）
- お昼のスペシャル（1976年7月5日 - 10月1日）
  - 夏のスターパレード（1976年7月5日 - 7月16日）
  - こんにちは!モントリオール五輪速報（1976年7月19日 - 7月30日）
  - 家族でハッスル歌合戦（1976年8月2日 - 9月3日）
  - 秋のスターパレード（1976年9月6日 - 10月1日）
- やりくりクイズ30万に挑戦（1976年10月4日 - 1977年9月30日）
- クイズタッグマッチ（1977年10月3日 - 1978年3月31日）
- 12時開演!（1978年4月3日 - 9月29日）
  - 月『あなたが主役!』（1978年4月3日 - 9月25日）
  - 火『おふたりさん!出番です』（1978年4月4日 - 9月26日）
  - 水『おしかけ寄席』（1978年4月5日 - 9月27日）
  - 木『買物ゲーム用意ド〜ン!』（1978年4月6日 - 9月28日）
  - 金・前『電リク!スター歌謡曲』（1978年4月7日 - 6月30日）
  - 金・後『ヒットパンチショー』（1978年7月7日 - 9月29日）
- お茶の間スペシャル（1978年10月2日 - 1980年3月28日）
- 日本全国ひる休み（1980年3月31日 - 9月30日）
- 笑ってる場合ですよ!（1980年10月1日 - 1982年10月1日）
  - ダイジェスト版『もう一度笑ってる場合ですよ!』を日曜日に放送。
- 森田一義アワー 笑っていいとも!（1982年10月4日 - 2014年3月31日）
  - ダイジェスト版『笑っていいとも!増刊号』を日曜日に放送。
- バイキング（2014年4月1日 - 2020年9月25日）

### フジテレビ系列平日昼の情報番組枠
- バイキングMORE（2020年9月28日 - 2022年4月1日）
- ポップUP!（2022年4月4日 - 12月23日）

### フジテレビ系列平日昼のバラエティ番組枠（第2期）
- ぽかぽか（2023年1月9日 - ）
  - ダイジェスト版『今週のぽかぽか』を不定期で放送。